# Idrottsmedicin

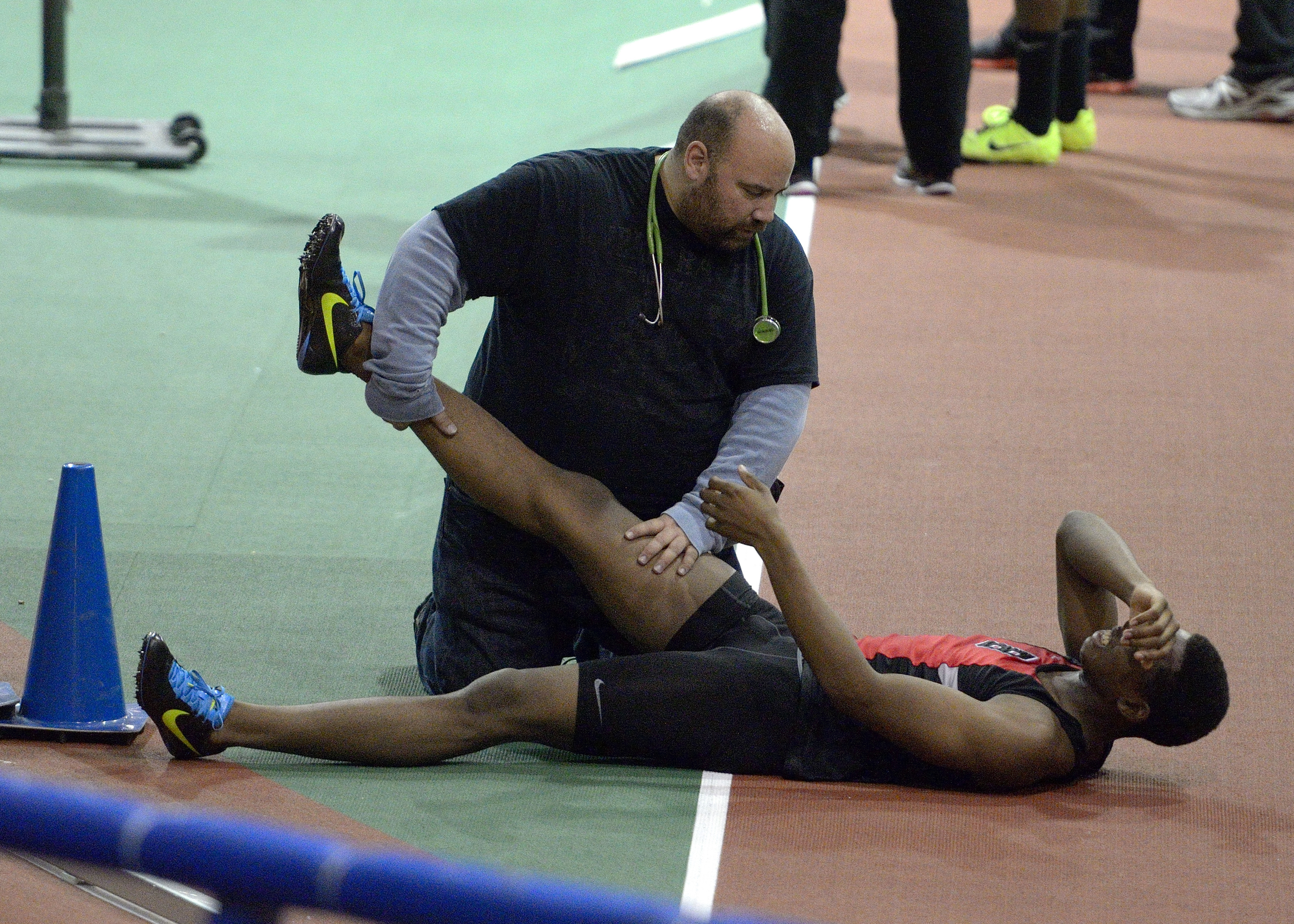
Idrottsmedicin

Idrottsmedicin omfattar kunskapen om motion och idrott, behandling och förebyggande av sjukdomstillstånd och idrottsrelaterade skador med hjälp av rörelse och belastning samt med idrott förknippad aktivitet. Idrottsmedicin spänner över ämnen som traumatologi, medicin, fysiologi, prevention, rehabilitering.

## Professorer i idrottsmedicin

### Sverige
- Ejnar Eriksson[1]
- Ronny Lorentzon[2]
- Yelverton Tegner
- Håkan Alfredson [2]
- Karin Larsén [2]